# Adèles extraordinära äventyr
Adèles extraordinära äventyr (originaltitel: Les Aventure extraordinaires d'Adèle Blanc-Sec) är en svit av seriealbum skapade av franske serieskaparen Jacques Tardi. I Sverige gavs sex album ut på Carlsen Comics mellan åren 1979 och 1986. Albumsviten löper efter hand delvis samman med andra serier av Tardi, exempelvis Den ödesdigra resan och Ishavets demon.
Adèles extraordinära äventyr handlar om Adèle Blanc-Sec, som är en ung författarinna och äventyrerska bosatt i Paris runt sekelskiftet 1900. Serien har ofta övernaturliga eller fantastiska inslag och en berättarstil som påminner om 1800-talets äventyrsromaner. Det är också lätt att se inspiration från till exempel Hergés Tintin och Edgar P. Jacobs Blake och Mortimer.

## Album
- Adèle et la Bête (1976) – Adèle och odjuret (1979; 2024)
- Le Démon de la Tour Eiffel (1976) – Demonen från Eiffeltornet (1979; 2024)
- Le Savant Fou (1977) – Den galne vetenskapsmannen (1980)
- Momies en Folie (1978) – Mumiernas återkomst (1980)
- Le Secret de la Salamandre (1981) – Salamanderns hemlighet (1986)
- Le Noyé à deux Têtes (1985) – Monstret i Saint-Martin kanalen (1986)
- Tous des Monstres! (1994)
- Le Mystère des Profondeurs (1998)
- Le Labyrinthe infernal (2007)
- Le Bébé des Buttes-Chaumont (2022)

## Adèles extraordinära äventyr i andra media
En spelfilm i regi av Luc Besson med titeln Les aventures extraordinaires d'Adele Blanc-Sec hade premiär 14 april 2010. Titelrollen spelades av Louise Bourgoin.